# Rebecca James
Rebecca Angharad James, detta Becky (Abergavenny, 29 novembre 1991), è un'ex pistard britannica, vincitrice di due medaglie d'argento ai Giochi olimpici di Rio de Janeiro 2016 (nella velocità e nel keirin) e di due titoli mondiali, uno nella velocità e uno nel keirin.
Si è ritirata dall'attività nell'agosto 2017.

## Palmarès
- 2009 (Juniores)

Campionati del mondo Juniores, Keirin
Campionati del mondo Juniores, Velocità
Campionati europei Juniores & U23, 500 metri a cronometro Juniores
Campionati europei Juniores & U23, Velocità Juniores
- 2010

Campionati europei Juniores & U23, Velocità Under-23
Campionati britannici, Velocità a squadre (con Jessica Varnish)
- 2011

Grand Prix of Germany, Velocità a squadre (con Miriam Welte)
Campionati europei Juniores & U23, Velocità a squadre Under-23 (con Jessica Varnish)
Campionati britannici, Velocità
Campionati britannici, Keirin
- 2012

Campionati britannici, Velocità a squadre (con Rachel James)
Campionati britannici, Velocità
Campionati britannici, Keirin
Campionati britannici, 500 metri da fermo
1ª tappa Coppa del mondo 2012-2013, Velocità a squadre (Cali, con Jessica Varnish)
2ª tappa Coppa del mondo 2012-2013, Velocità a squadre (Glasgow, con Jessica Varnish)
- 2013

Campionati del mondo, Velocità
Campionati del mondo, Keirin

## Piazzamenti

### Competizioni mondiali
- Campionati del mondo

Ballerup 2010 - 500 metri: 16ª
Ballerup 2010 - Velocità: 19ª
Apeldoorn 2011 - 500 metri: 7ª
Apeldoorn 2011 - Velocità: 9ª
Apeldoorn 2011 - Keirin: 17ª
Minsk 2013 - Velocità a squadre: 3ª
Minsk 2013 - 500 metri: 3ª
Minsk 2013 - Velocità: vincitrice
Minsk 2013 - Keirin: vincitrice
Cali 2014 - Velocità a squadre: 3ª
Cali 2014 - 500 metri: 7ª
Cali 2014 - Velocità: 5ª
Cali 2014 - Keirin: 3ª
Londra 2016 - Keirin: 3ª
- Giochi olimpici

Rio de Janeiro 2016 - Keirin: 2ª
Rio de Janeiro 2016 - Velocità: 2ª